# سرگئی مارتیکیان
سرگئی (سرگو) نیکُلایی مارتیکیان (ارمنی: Սերգեյ (Սերգո) Նիկոլայի Մարտիկյան؛ زادهٔ ۱۸۷۴ - درگذشته ۱۹۵۷) یک سیاستمدار و فعال اهل ارمنستان که از تاریخ ۴ اوت ۱۹۳۰ تا تاریخ ۴ ژانویه ۱۹۳۱ سمت شهردار ایروان را برعهده داشت.

## زندگی‌نامه
در ۱۸۷۴ در تفلیس به دنیا آمد . وی همچنین برنده نشان لنین شده است. وی در ۱۹۵۷ در سن ۸۳ سالگی در ایروان درگذشت و در آرامستان مرکزی ایروان (توخماخ) به خاک سپرده شد.